# Garcinia venulosa
Garcinia venulosa là một loài thực vật có hoa trong họ Bứa. Loài này được (Blanco) Choisy mô tả khoa học đầu tiên năm 1849.